# Artes do corpo
Artes do corpo é uma emergente área de conhecimento que se iniciou a partir do trabalho de vários professores e pesquisadores reunidos, a partir de 1999 no curso de Graduação em Comunicação das Artes do Corpo, do Departamento de Linguagens do Corpo da FAFICLA, na PUC-SP.
- A abrangência das Artes do Corpo situa-se em um escopo maior do que as já conhecidas artes cênicas ou "artes visuais ou plásticas". Sua proposta é eminentemente interdisciplinar, inter semiótica que subverte as formas tradicionais tanto da produção quanto do ensino das artes, amplificando o campo de ação de linguagens como o Teatro, a Dança, a Performance e propondo que estas e outras formas de atuação artística sejam vistas a partir da perspectiva do corpo como sede, ele mesmo, de seu ato de comunicação, não sendo meramente um veículo mas realizando, efetivamente, a conjunção meio/mensagem.
- A área de Artes do Corpo congrega elementos provenientes de vários ramos de pesquisa, lidando com contribuições que provém da Física e das Ciências (Teoria de sistemas, Teoria semiótica da complexidade) da Antropologia e da Sociologia, da Estética e da Filosofia, dos Estudos da Performance, da Anatomia e da Etologia, das teorias contemporâneas do teatro (Teatro pós-dramático ou performático), bem como de outras áreas como a semiótica.

As Artes do Corpo compartilham com outras formas emergentes de investigação ligadas às artes do contemporâneo - caso, por exemplo dos Estudos do software ou a pesquisa em Produção Sonora a vocação para a superação dos binarismos clássicos da epistemologia ocidental entre os quais as separações entre ciência e arte ou teoria e prática.